# Чавдар Войвода
Чавдар (болг. Чавдар) був напівлегендарним болгарським воєводою-гайдуком 16-го століття, лідером загону розбійників і захисником народу від османської несправедливості. Гайдуки зазвичай йшли в ліси і вели партизанську війну проти правлячих турків. Чавдар народився в південній Македонії і очолював групу з 300 осіб. Спочатку він діяв у регіонах Штип і Козьяк, але згодом переїхав до регіону Софії. Згідно з переказами, його підступно схопив Софійський паша, але врятував його племінник і прапороносець Лалуш воєвода, який спустошив маєтки паші. Вважається, що Чавдар міг бути одним із гайдуків, які напали на Софію в лютому 1595 р. 

## Спадщина
Одного з найбільших гайдуків у болгарському фольклорі та епічних переказах, Чавдара увічнив національний поет Христо Ботев. Про Чавдара розповідає один із шедеврів Ботева «Гайдуки», як і велика кількість народних пісень.  Ім'я цього персонажа носить болгарська компанія з виробництва туристичних автобусів.
Півострів Чавдар на Землі Грема на Антарктичному півострові Антарктида названий на честь Чавдара. 